# PROCON-WIN
PROCON-WIN ist eine skalierbare HMI-/SCADA-Software, die als Maschinenbedienung auf Panels und als redundantes Client-Server-Leitsystem für komplexe und hochverfügbare Anlagen eingesetzt werden kann. Das System wurde erstmals im Jahr 1993 vom Hersteller GTI mbH (heute GTI-control mbH) aus Marktheidenfeld auf den Markt gebracht und ist bis heute in vielen Stufen weiterentwickelt worden.

## Historie
Das System ist aus dem erstmals 1989 auf den Markt gebrachten Visualisierungssystem PROCON (Akronym für process control) entstanden, das für MS-DOS-Betriebssystem verfügbar war. Die ersten Versionen von PROCON-WIN (1994: V1.12) waren als 32-Bit-Lösungen vorwiegend in C umgesetzt und nur als Einzelplatzsystem verfügbar. Mit PROCON-WIN 4.x wurde das System 1997 um eine Client-Server-Variante mit Redundanz erweitert. Mit Windows CE wurden ab 2004 Embedded Betriebssysteme unterstützt. In 2009 erfolgte mit dem Wechsel auf die Version 5 eine weitgehende Umstellung auf C#, verbunden mit einem neu entwickelten Projektierungswerkzeug. Ab 2015 ist mit PROCON-WEB die webbasierte Nachfolgelösung auf dem Markt verfügbar, die auch für Embedded Anwendungen geeignet ist.

## Systemaufbau und Systemanforderungen
PROCON-WIN ist ein HMI-SCADA-System dessen Funktionen mittels eines Projektierungswerkzeuges (Designer) festgelegt werden. Ein Laufzeitsystem interpretiert die aus der Projektierung entstandenen Projektdaten und setzt die gewünschte Funktionalität um. Dabei werden Kommunikationstreiber für den Datenaustausch mit verschiedenen Steuerungssystemen benutzt. Ein einfaches Laufzeitsystem kann einschließlich der Projektierungsdaten per Drag&Drop installiert werden und verlangt wenig Ressourcen. Client-Server-Systeme erfordern nur eine serverseitige Installation. Die Software ist für Windows-Betriebssysteme realisiert und durchgängig von Windows 3.1 bis Windows 10 (32 und 64 Bit) und den Serverbetriebssystemen bis Windows Server 2016 geeignet. Daneben sind Versionen für Windows CE verfügbar.

## Einsatz
PROCON-WIN ist ein skalierbares und offenes HMI-/SCADA-System, das seit 1994 weltweit in weit über 30.000 Installationen zur Prozessvisualisierung, als Prozessleitsystem sowie als Mensch-Maschine-Schnittstelle zum Einsatz kommt.

## Eigenschaften
PROCON-WIN ist ein Windows-basiertes System, das durchgängig von Windows CE bis Windows Server 2016 eingesetzt werden kann. Die Skalierbarkeit reicht von Einzelplatzanwendungen auf Panels bis hin zum redundanten Client-Server-System. Die Projektierung erfolgt dabei übergreifend mit einem Projektierungstool. Durch unterschiedliche Kommunikationstreiber und OPC ist die Kopplung zu allen marktgängigen Steuerungssystemen möglich.

## Branchen
PROCON-WIN wird unter anderem in folgenden Branchen eingesetzt:
| - Anlagenbau und Produktion - Maschinenbau - Food & Beverage - Pharmazeutische Industrie | - Chemische Industrie - Gebäudeautomation - Energiewirtschaft - Wasser-/Abwasserbehandlung |